# ウォルフ1061 d
ウォルフ1061 dまたはWL 1061dとは、地球からへびつかい座の方向に約13.8光年離れた赤色矮星であるウォルフ1061の周囲を公転している太陽系外惑星である。これは、既知の3つの惑星が発見されているウォルフ1061系の中で最も主星から離れた位置を公転しており、公転周期は約217日である。

## 特徴

### 質量・半径・温度
ウォルフ1061 dはスーパー・アースとして知られており、質量は地球よりもかなり大きいが、天王星や海王星よりは小さい。ただし、ドップラー分光法で発見されており、トランジットを起こさない惑星であるため、惑星の最小質量しかわかっていない。ウォルフ1061 dは少なくとも7.70地球質量であり、スーパー・アースの範囲の限界に近い。惑星が地球型惑星であるならば、半径はおよそ1.7地球半径でなければならないだろう。岩石と揮発性物質の両方が混合している可能性が高い場合、ウォルフ1061 dは少なくとも2.2地球半径となる。
この惑星は、最も温度が低い既知のスーパー・アースの1つであり、平衡温度は約118 K (−155 °C; −247 °F)と計算されている。これは液体の水が存在するには低すぎる温度であり、惑星の実際の組成によっては、惑星が完全に氷で覆われていることを意味する。ただし、惑星の軌道離心率により、温度は176 K (−97 °C; −143 °F)から95 K (−178.2 °C; −288.7 °F)まで大きく変化する。

### 軌道
ウォルフ1061 dの軌道は、赤色矮星の周囲の軌道を公転しているスーパー・アースで観測された最長の軌道の1つであり、非常に変わった軌道を持っている。惑星と主星の間の平均距離（軌道長半径）は0.470天文単位、つまり地球と太陽の間の距離の47%である。これは、水星の軌道長半径である0.387天文単位に相当する。水星とは異なり、水星の公転周期は88日であるのに対し、ウォルフ1061 dは軌道を1周するのに217.21日かかる。また、軌道離心率は0.55とはるかに高く、水星のほぼ2倍である。ウォルフ1061 dは、軌道を1周する間に主星からの距離は0.2115天文単位から0.7285天文単位まで変化する。

### 主星
ウォルフ1061 dは、スペクトル分類がM3.5Vの赤色矮星であるウォルフ1061の周囲を公転している。これは、14光年弱の距離で地球に最も近い恒星の1つである。主星は約0.294太陽半径、約0.307太陽質量で、温度は3342ケルビンで、年齢は不明である。なお、太陽の温度は5778ケルビン、年齢は45億年である。ウォルフ1061は、太陽の約1%の明るさである。

## 居住性
恒星のフラックスは低いが、メタンや水素ガスなどの追加の温室効果ガスが存在すると、ウォルフ1061 dがミニ・ネプチューンである可能性が高く、地球のような環境に住むことができるということに対する疑わしい見通しがあるため、ウォルフ1061 dの居住可能性はわずかである。
2017年3月に惑星系を再分析したところ、ウォルフ1061 dは居住不可能である可能性が高いことが判明した。主星から遠く、またミニ・ネプチューンである可能性が高く、最小質量は地球のほぼ8倍である。最も近く主星に接近した場合でも、ウォルフ1061 dがハビタブルゾーンに入ることはない。